# Marla (religione)
La fede o religione di Marla, conosciuta anche con il nome autoctono di Chimari Yüla (Чимари Йÿла) è la religione politeista tradizionale del popolo Mari, abitante la repubblica di Mari El in Russia. La religione abbraccia il paganesimo con elementi totemici e cristiani. La religione è stata in anni recenti perseguitata dalle autorità russe nell'ambito di una più vasta campagna per russificare la cultura dei Mari. Vitaly Tanako, un aderente a questa religione, venne accusato di incitare la discordia religiosa, nazionale, sociale e linguistica dopo aver pubblicato il libro Il prete parla.